# Pauline Greidanus
Pauline Maria Greidanus (Den Haag, 19 juli 1976) is een Nederlandse actrice.

## Achtergrond
Greidanus, telg uit het geslacht Greidanus, is de dochter van Sacha Bulthuis (1948-2009) en Aus Greidanus (1950). Ze heeft een tweelingzus, een broer Aus en een halfbroer Kay. Schrijver Rico Bulthuis was haar grootvader (van moederskant).
Na de havo, (Dalton-scholengemeenschap in Den Haag), ging zij studeren aan de toneelschool van Amsterdam (1995-1999).
Tussen 2001 en 2009 was zij verbonden aan Het Nationale Toneel in Den Haag.

## Film
- 2016: Tonio - Hinde
- 2014: Afscheid van de maan - Loes (regie Dick Tuinder)
- 2014: Stiltegebied - Hannah (korte film, regie Kristjan Knigge)
- 2012: The Rocketeer - Jolanda (korte film, productie Herman Slagter en regie Richard Raaphorst)
- 2011: Over Canto – (documentaire)
- 2008: Onder de tafel - (regie Sacha Polak, scenario Bastiaan Kroeger)

## Televisie
- 2024: Flikken Maastricht - Welmoed van Dorp
- 2019: Harkum - Ilse
- 2018: Flikken Maastricht - Kim van Kimmenade
- 2018: Flikken Rotterdam - Nicolette Boogaerd
- 2018: Zuidas - Rechter
- 2016: Heer & Meester – Viola Prinsenbeek
- 2015: Moordvrouw – Anne Hartmans
- 2014: A'dam - E.V.A. – Susanne van Amstel
- 2014: Caps Club - museumdirectrice
- 2013: De vloer op - (9 augustus 2013 / Reality)
- 2012: Divorce – vrouwelijke arts
- 2010: Den Uyl en de affaire Lockheed – Marion den Uyl
- 2007: De Prins en het Meisje – Eline
- 2006: Gooische Vrouwen – lerares Vlinder
- 2002: Russen - Brechtje Drager
- 2002: Intensive Care - Merel Meinen
- 2002: De enclave - interviewer
- 1999: Leven en dood van Quidam Quidam – Elsje
- 1996: 12 steden, 13 ongelukken - Karlijn van Reffen
- 1994: Oppassen!!! – Renée Deutekom
- 1993: 12 steden, 13 ongelukken - Mirjam
- 1991: Medisch Centrum West – Elsje Kalkhoven

## Theater
- 2015: Richard III - (Toneelgroep Oostpool)
- 2013-2014: De Golden Arm - (gezelschap: Stichting Nachtgasten)
- 2013: De tijd voorbij - (gezelschap: DeLaMar Producties)
- 2012: Het geheugen van water - (gezelschap: DeLaMar Producties)
- 2012: Tuig - (gezelschap: Stichting Nachtgasten)
- 2012: Tunnel of Agression - (gezelschap: Stichting Nachtgasten)
- 2012: Virus - (gezelschap: Stichting Nachtgasten)
- 2011: De eetclub - (gezelschap: Bos Theaterproducties)
- 2011: Oedipus: Kollumerzwaag - (gezelschap: Stichting Nachtgasten)
- 2011: De bende van Noord - (gezelschap: Stichting Nachtgasten)
- 2010: De misantroop - (gezelschap: Theaterproductiehuis Zeelandia)
- 2008: Pleinvrees - (gezelschap: Het Nationale Toneel)
- 2008: Dagelijks brood - (gezelschap: Het Nationale Toneel)
- 2007: Eline Vere - (gezelschap: Het Nationale Toneel)
- 2007: Heksenjacht - (gezelschap: Het Nationale Toneel)
- 2007: Levende doden - (gezelschap: Het Nationale Toneel)
- 2006: Othello - (gezelschap: Het Nationale Toneel)
- 2006: Het belang van Ernst - (gezelschap: Het Nationale Toneel)
- 2005: Een vriendendienst - (gezelschap: Het Nationale Toneel)
- 2005: Een bruid in de morgen - (gezelschap: Het Nationale Toneel)
- 2004: Ludmilla - (gezelschap: Het Nationale Toneel)
- 2004: Ivanov - (gezelschap: Het Nationale Toneel)
- 2003: Tartuffe - (gezelschap: Het Nationale Toneel)
- 2003: The Shape of Things - (gezelschap: NT Werkhuis)
- 2002: De stad en de dood - (gezelschap: Het Nationale Toneel)
- 2002: De vrek - (gezelschap: Het Nationale Toneel)
- 2002: Verhalen uit het Wienerwald - (gezelschap: Het Nationale Toneel)
- 2002: Het vuil, de stad en de dood - (gezelschap: Het Nationale Toneel)
- 2001: Huis - (gezelschap: Het Nationale Toneel)
- 2001: Tuin, de stad en de dood - (gezelschap: Het Nationale Toneel)
- 2000: Aan de vooravond - (gezelschap: Stichting De Jungle)
- 1999: Driekoningenavond - (Theaterschool)
- 1998: De meiden - (gezelschap: Cosmic)

## Overige
- 2006: Herexamen (televisiequiz) – Het Nationale Toneel tegen hockeyers